# Josef Masopust
Josef Masopust (n. 9 februarie 1931, Most, Republica Socialistă Cehă, Cehoslovacia – d. 29 iunie 2015, Praga, Cehia) a fost un jucător și antrenor ceh de fotbal. A fost numit Jucătorul anului în 1962. A jucat ca mijlocaș și a fost indispensabil pentru echipa națională de fotbal a Cehoslovaciei. A fost chemat la națională de 63 de ori și a marcat 10 goluri.